# میخ‌پنجه سرنخودی
میخ‌پنجه سرنخودی (نام علمی: Centropus milo) نام یک گونه از سرده میخ‌پنجه است.